# Echelus myrus
Echelus myrus (Linnaeus, 1758), noto comunemente come miro, è un pesce osseo marino della famiglia Ophichthidae.

## Distribuzione e habitat
Vive nell'Oceano Atlantico orientale tra il golfo di Guascogna e l'Africa tropicale e nel mar Mediterraneo dove è poco comune.

Vive su fondi mobili di sabbia o fango, a profondità tra 30 e 150 metri.

## Descrizione
Come tutti gli anguilliformi questo pesce ha corpo serpentiforme ed a sezione cilindrica con un'unica pinna impari formata dalla pinna dorsale, la pinna caudale e la pinna anale saldate. La pinna dorsale inizia dopo la punta delle pettorali mentre l'anale è molto più breve ed inizia in corrispondenza della metà del corpo. Pinne pettorali abbastanza grandi, pinne ventrali assenti. La testa è conica e porta un muso abbastanza allungato. La bocca è grande, supera l'occhio, che è abbastanza grande ed ha colore giallo oro. I denti sono fitti e rivolti indietro.

Il colore del dorso è bruno rossiccio o beige, il ventre bianco giallastro. Sulla testa sono presenti linee irregolari e macchioline di colore bianco o giallo, una fila di punti dello stesso colore accompagna la linea laterale. La pinna impari è bordata di nero mentre le pinne pettorali hanno un colore rosato.

Raggiunge, raramente, la lunghezza di 80 cm.

## Alimentazione
È un predatore, caccia di notte mentre di giorno resta infossato nel sedimento. Si nutre soprattutto di pesci e crostacei.

## Riproduzione
Si riproduce in estate. Le larve sono pelagiche e in breve tempo si trasformano in leptocefali con muso allungato e pinna caudale separata dalle altre.

## Pesca
Si trova nel pescato della pesca a strascico ma più spesso abbocca agli ami dei palamiti tesi la notte. Le carni sono un po' liscose ma commestibili; viene quasi sempre ributtato subito in mare. La sua cattura con i palamiti spesso costituisce un mezzo disastro perché con i suoi contorcimenti imbroglia tutto l'attrezzo in modo irrimediabile.